# Macropelopia marginatus
Macropelopia marginatus är en tvåvingeart som först beskrevs av Jean-Jacques Kieffer 1918.  Macropelopia marginatus ingår i släktet Macropelopia och familjen fjädermyggor.
Artens utbredningsområde är Tjeckien. Inga underarter finns listade i Catalogue of Life.